# Хасехемви
Хасехемви (умро 2686. п. н. е.) био је последњи фараон Друге египатске династије. О њему је мало тога познато, осим да је предводио неколико значајних војних похода и изградио утврђење од ћерпича познато као Шунет ел-Зебиб.

## Датум владавине
Хасехемви је владао скоро 18 година, са флоруитом почетком 27. века п. н. е. Тачан датум његове владавине у египатској хронологији није јасан, али се приближно смешта у период између 2690–2670. п. н. е.
Према студији Тобија Вилкинсона о Камену из Палерма у делу Краљевски анали древног Египта, који потиче из периода Пете династије, приписује Хасехемвију владавину од 17,5 или скоро 18 пуних година. Вилкинсон предлаже да се Хасехемвију може приписати владавина од 18 „потпуних или делимичних година”, јер Камен из Палерма и фрагменти повезани са њим бележе године 3–6. и године 12–18. овог краља, а његова последња година је забележена у очуваном делу документа. Пошто је, према Камену из Палерма, попис стоке током Друге династије био редован и одржаван на сваке две године (забележене су године 6, 7. и 8. пописа, као и пуне године након тих пописа), бројка од око 18 година вероватно је тачна за Хасехемвија (или приближно 18 година, 2 месеца и 23 дана, према главном фрагменту Камена из Палерма).

## Биографија
Хасехемви се обично сматра наследником Сет-Перибсена, иако неки египтолози верују да је између њих владао још један фараон, Хасехем. Већина научника, међутим, сматра да су Хасехем и Хасехемви заправо иста особа. Могуће је да је Хасехем променио име у Хасехемви након што је поново ујединио Горњи и Доњи Египат, окончавши грађански рат између следбеника богова Хоруса и Сета. Према другој теорији, он је поразио владајућег краља Сет-Перибсена након што се вратио у Египат после гушења побуне у Нубији. Било како било, окончао је унутрашње сукобе Друге династије и поново ујединио Египат.
Хасехемви је јединствен у египатској историји по томе што је једини краљ који је на свом сереху носио симболе и Хоруса и Сета. Неки египтолози верују да је ово био покушај да се уједине две супротстављене фракције, али након његове смрти, Сетов знак је трајно уклоњен са сереха. Он је такође први познати египатски краљ који је подизао своје статуе.
Хасехемви је, како се чини, започео значајне грађевинске пројекте након поновног уједињења Египта. Градио је камене структуре у Ел-Кабу, Хијераконполису и Абидосу. Подигао је утврђења у Нехену и Абидосу (данас позната као Шунет ел-Зебиб), где је и сахрањен у некрополи Ум ел кааб. Такође се верује да је можда изградио Гиср ел-Мудир у Сакари.
Натпис на једној каменој вази бележи како „је водио борбу против северног непријатеља у Нехебу”, што сугерише да је Доњи Египат можда извршио инвазију и скоро освојио престоницу Нехен.

## Породица
Хасехемвијева супруга била је краљица Нимаатхап, мајка краљеве деце. Они су били родитељи Џосера и Џосерове супруге Хетефернебти. Такође је могуће да су Хасехемвијеви синови били Секемкет и Санакт, два краља који су наследили Џосера.
Нимаатхап је била принцеза са севера, којој је додељена титула „мајка краља који влада”.

## Гробница
Чини се да је Хасехемви изградио јединствену и огромну гробницу у Абидосу, последњу краљевску гробницу подигнуту у некрополи Ум ел кааб (Гробница V). Трапезоидног облика, гробница је дугачка око 70 метара, са ширином од 17 метара на северном крају и 10 метара на јужном. Унутрашњост је подељена у 58 просторија. Пре неких новијих открића из периода Прве династије, централна погребна комора ове гробнице сматрана је најстаријом грађевином од камена у свету, јер је била саграђена од клесаног кречњака. Током ископавања, археолози су пронашли краљевско жезло од злата и сардоникса, као и неколико малих камених посуда са златним поклопцима, које су изгледа промакле ранијим пљачкашима гробница. Заправо, Флиндерс Петри је детаљно описао низ предмета који су били уклоњени током ископавања које је спроводио Емил Амелино. Осим тога, пронађени су алати од кремена, разноврсни бакарни алати и судови, камене посуде, као и керамичке посуде испуњене житом и воћем. Откривени су и мали глазирани предмети, карнеолске перле, моделовани алати, корпе и велика количина печата.
- Кречњачка посуда са златним поклопцем из Хасехемвијеве гробнице.
- Статуа Хасехемвија, Ешмолијен музеј.
- Хасехемвијева песком прекривена гробница у Ум ел каабу.
- Статуа Хасехемвија, Египатски музеј у Каиру.
- Каменa ваза са Хасехемвијевим титулама, Национални археолошки музеј Француске.
- Кремени нож из Хасехемвијеве гробнице.
- Статуа Хасехемвија, Ешмолијен музеј.
- Статуа Хасехемвија, Египатски музеј у Каиру.